# Садово
Садово (буг. Садово) град је у Републици Бугарској, у средишњем делу земље, седиште истоимене општине Садово у оквиру Пловдивске области.

## Географија
Положај: Садово се налази у средишњем делу Бугарске. Од престонице Софије град је удаљен 165 km источно, а од обласног средишта, Пловдива град је удаљен 15 km источно, па се сматра и његовим предграђем.
Рељеф: Област Садова се налази у бугарском делу Тракије, у долини реке Марице. Град се сместио у долини реке, на приближно 150 m надморске висине. Јужно од града издижу се Родопи.
Клима: Клима у Садову је континентална.
Воде: Садово се налази на десној обали реке Марице.

## Историја
Област Садова је првобитно било насељено Трачанима, а после њих овом облашћу владају стари Рим и Византија. Јужни Словени ово подручје насељавају у 7. веку. Од 9. века до 1373. године област је била у саставу средњовековне Бугарске.
Крајем 14. века област Садова је пала под власт Османлија, који владају облашћу 5 векова.
Године 1885. град је постао део савремене бугарске државе. Насеље постоје убрзо средиште окупљања за села у околини, са више јавних установа и трговиштем.

## Становништво
По проценама из 2007. године Садово је имало око 2.500 становника. Огромна већина градског становништва су етнички Бугари. Остатак су махом Роми. Последњих деценија град губи становништво због удаљености од главних токова развоја у земљи.